# Sebereflexe
Sebereflexe nebo také vědomí sebe je akt vědomí, jehož tématem či intencí je toto vědomí samo.

## Starověká filosofie
Prostý fakt, že vědomí samo o sobě ví, zmiňuje už Platón, když mluví o „poznávání poznání“. Aristotelés v úvahách o štěstí ukazuje, jak je člověku milé uvědomovat si, že žije a že jest:
| „                                                       | Je-li tedy život sám o sobě dobrý a žádoucí, a když si pak vidoucí uvědomí, že vidí, slyšící, že slyší, jdoucí, že jde a když máme i pro všechny ostatní činnosti vědomí, že jsme činní, takže vnímáme, že vnímáme, a myslíme, že myslíme, je to pro nás známka, že jsme. | “ |
| — Aristotelés, Etika Nikomachova IX.9., 1170a25 a násl. | |   |

Podobné myšlenky se pak roztroušeně objevují i v pozdějším myšlení, například u Augustina a dalších, teprve Descartes však učinil sebereflexi základem a východiskem svého myšlení.

## Descartes a jeho cogito
Počínaje R. Descartem hraje otázka sebevědomí velmi významnou úlohu nejen ve filosofii. Jeho filosofie vychází z obecné skepse, z toho, že o čemkoli, co vidím, mohu pochybovat. Slavné cogito, věta „myslím, tedy jsem“, je pro Descarta jediný nepochybný důkaz toho, že v okamžiku myšlení také skutečně jest. Nesmíme ovšem přehlédnout, že tato jistota sebe platí přísně vzato pouze v okamžiku sebereflexe, myšlení sebe, a týká se holé existence. Neříká nic o tom, zda se člověk v uvažování o sobě samém může či nemůže mýlit, zda je sám pro sebe dokonale průhledný a podobně.

## Sensualistický výklad cogito
Podstatným rysem Descartova cogito je, že tato sebejistota není ničím zprostředkována, nespočívá na žádných interpretacích a výkladech. Prostý fakt toho, že myslím, je bezprostřední evidencí mé existence. Tento rys často uniká sensualistickým filosofům, kteří vědomí chápou pouze jako vnímání či pozorování, z čehož jim pak ovšem vyplývá, že mezi pozorováním vlastního vědomí a vnějších předmětů není žádný podstatný rozdíl. Pokud by ale sebereflexe měla znamenat, že pozoruji vlastní vědomí a „přistihuji je“ jak pozoruje nějaký předmět, musel bych při ní předpokládat ještě dalšího pozorovatele, který pozoruje, jak pozoruji sám sebe, a tak dále až do nekonečna.

## Vědomí je vždy také vědomím sebe
Sebereflexe však není zvláštní druh pozorování či vnímání, který by se od jiných lišil pouze svým tématem či předmětem. V sebereflexi se naopak odhaluje zvláštní a velmi paradoxní povaha vědomí jako takového. V běžných životních situacích, kdy se naše vědomí obrací k různým tématům mimo sebe, máme sklon toto „pole vědomí“ zhruba ztotožnit se zorným polem očí a tedy s jakýmsi obrazem. Přitom však můžeme přehlédnout, čím se toto pole vědomí od jakéhokoli pozorovaného obrazu zásadně liší: předně tím, že zde už není žádný další pozorovatel, který by pole vědomí vnímal, což se za druhé projevuje také tím, že pole vědomí je sice omezené, nemá však žádný omezující okraj. R Ruyer hovoří o „přehlížení bez odstupu“.
Sebereflexi tedy nelze chápat jako zvláštní případ vnímání „vnitřních předmětů“, nýbrž jako základní fenomén vědomí vůbec. Vědomí dokáže jednak spojovat vjemy různých předmětů do jednoho obrazu čili „přehlížet“ naše okolí, aniž by tyto předměty navzájem splývaly, dokáže spojit vjemy různých smyslů do jediného „vědomí skutečnosti“, zejména však ve všech těchto případech zároveň ještě také „ví“, že jsem to já, kdo vnímá, spojuje, přehlíží atd. Sebereflexe je tedy zvláštní jen tím, že všechny ostatní obsahy a témata ustupují do pozadí a pozornost soustřeďuje na tento jinak přehlížený rys vědomí, které je vždy také sebevědomím, vědomím sebe: “Ať myslím o čemkoli, jsem si vždycky zároveň více či méně vědom sebe sama, své osobní existence.“

## Sebereflexe v etice
Lidská schopnost sebereflexe je předpokladem odpovědnosti a má tudíž zásadní význam také pro etiku, pro vedení a hodnocení vlastního jednání. Jen proto, že je člověk s to o vlastním jednání přemýšlet a sám je hodnotit, mohou se i ostatní na toto jeho hodnocení spolehnout a uznat jej jako odpovědnou a tudíž i svobodnou osobu. O tom, kdo není schopen hodnotit vlastní jednání a přičítat si jeho důsledky, říkáme, že je „nepříčetný“ a pokud takový stav trvá, v důsledku toho i nesvéprávný.